# 山内木の実
山内 木の実（やまうち このみ、1972年6月25日 - ）は、フリーアナウンサー。身長165cm。過去には、ホリプロやセント・フォース、シー・フォルダに所属。東京都出身。

## 来歴・人物
学習院大学英米文学科卒業。幼少期はイタリア・ミラノで7年間過ごした後、中学、高校時代をブラジル・サンパウロのアメリカンスクールで学ぶ。

## 過去の出演・担当番組
テレビ
- クイズダービー第802回（1991年8月31日、TBSテレビ）出場者
- 開運!なんでも鑑定団（テレビ東京）初代アシスタント
- Jリーグ A GOGO!!（テレビ朝日）
- TXNニュースアイ（テレビ東京）
- ニュースで英会話（2009年4月 - 2010年3月、NHK教育）キャスター